# Lời nguyền của pharaon
Lời nguyền của các Pharaon là lời nguyền cho bất kỳ ai xâm phạm lăng mộ của người Ai Cập cổ đại, nhất là lăng mộ của các vị vua Ai Cập, các Pharaon, thì sẽ chịu một lời nguyền. Lời nguyền này, không loại trừ một ai, sẽ đem đến bất hạnh cho người xâm phạm, có thể là rủi ro, bệnh tật hoặc cái chết.
Lời nguyền này, không phân biệt là sẽ ứng vào kẻ trộm đào mộ hay các nhà khảo cổ học đào bới lăng mộ các pharaon, được cho là gây ra xui xẻo, bệnh tật hoặc cái chết. Từ giữa thế kỷ 20, nhiều tác giả và phim tài liệu đã lập luận rằng lời nguyền là 'có thật' theo nghĩa có những nguyên nhân có thể giải thích một cách khoa học như vi khuẩn hoặc bức xạ. Tuy nhiên, nguồn gốc hiện đại của những câu chuyện về lời nguyền xác ướp Ai Cập, sự phát triển của chúng chủ yếu ở các nền văn hóa châu Âu, sự chuyển đổi từ phép thuật sang khoa học để giải thích những lời nguyền và sự thay đổi cách sử dụng của chúng—từ việc lên án sự xáo trộn của người chết đến việc giải trí cho khán giả xem phim kinh dị—cho thấy rằng những lời nguyền Ai Cập là chủ yếu là một hiện tượng văn hóa, không phải khoa học.
Đôi khi có những trường hợp lời nguyền cổ xưa thực sự xuất hiện bên trong hoặc trên mặt tiền của một ngôi mộ, như trường hợp mastaba của Khentika Ikhekhi thuộc Vương triều thứ 6 tại Saqqara. Những thứ này dường như hướng tới các thầy tu ka để bảo vệ ngôi mộ cẩn thận và giữ gìn sự thuần khiết trong nghi lễ của nó hơn là một lời cảnh báo cho những kẻ trộm tiềm ẩn. Đã có những câu chuyện về những lời nguyền từ thế kỷ 19, nhưng chúng đã nhân lên sau Howard Carter khám phá lăng mộ của Tutankhamun. Bất chấp những quan niệm sai lầm phổ biến, không có lời nguyền nào được tìm thấy trong lăng mộ của Pharaon. Bằng chứng về những lời nguyền liên quan đến Tutankhamun được coi là ít ỏi đến mức Donald B. Redford gọi nó là "cái bẫy thuần túy".

## Lời nguyền lăng mộ
Những lời nguyền liên quan đến các ngôi mộ là cực kỳ hiếm, có thể bởi vì ý tưởng mạo phạm như vậy là không thể tưởng tượng được và thậm chí còn nguy hiểm khi ghi lại.Chúng thường xuất hiện nhiều nhất trong các ngôi mộ tư nhân của thời đại Vương quốc cũ. Ngôi mộ của Ankhtifi (vương triều thứ 9–10) có lời cảnh báo: "bất kỳ người cai trị nào... làm điều ác hoặc điều ác với quan tài này... có thể Hemen ([một vị thần địa phương]) không được chấp nhận bất kỳ hàng hóa nào anh ta cung cấp, và người thừa kế của ông không được thừa kế". Lăng mộ của Khentika Ikhekhi (vương triều thứ 6)) có một dòng chữ: "Đối với tất cả những kẻ bước vào ngôi mộ này của ta... không trong sạch... sẽ bị phán xét... một dấu chấm hết sẽ dành cho hắn ta... Ta sẽ tóm cổ hắn như một con chim... Ta sẽ ném nỗi sợ hãi của bản thân vào hắn".
Những lời nguyền sau thời kỳ Vương quốc cũ ít phổ biến hơn mặc dù nghiêm trọng hơn, đôi khi gây ra sự phẫn nộ của Thoth hoặc sự hủy diệt của Sekhemet. Zahi Hawass trích dẫn một ví dụ về lời nguyền: "Đáng nguyền rủa thay những kẻ quấy rầy phần còn lại của một Pharaon. Những kẻ phá vỡ phong ấn của ngôi mộ này sẽ phải chịu cái chết bởi một căn bệnh mà không bác sĩ nào có thể chẩn đoán được."

## Lời nguyền của Tutankhamun
Lời nguyền Tutankhamun hay lời nguyền xác ướp bắt đầu lan truyền sau khi một loạt sự kiện khủng khiếp xảy ra sau khi hầm mộ của vua Tutankhamun được khám phá. Truyền thuyết nói rằng bất kỳ ai dám mở hầm mộ sẽ phải hứng chịu sự tức giận tột bực của xác ướp.
Một vài tháng sau khi hầm mộ được mở, thảm kịch bắt đầu giáng xuống. Năm 57 tuổi, Carnarvon, người tài trợ cho cuộc khai quật hầm mộ KV62 đã ốm nặng và mau chóng phải tới Cairo. Ông đã qua đời vài ngày sau đó. Nguyên nhân chính xác của cái chết vẫn chưa rõ nhưng dường như là ông bị nhiễm trùng do côn trùng cắn. Hai tuần trước khi Carnarvon qua đời, Marie Corelli đã viết một bức thư tưởng tượng được đăng trên tạp chí New York World, trong đó cô trích dẫn một cuốn sách khó hiểu khẳng định một cách tự tin rằng "sự trừng phạt tàn khốc" sẽ theo dõi bất kỳ sự xâm nhập nào vào một ngôi mộ kín. Sau đó các phương tiện truyền thông ồ ạt đăng tải rằng một lời nguyền đã được tìm thấy trong lăng mộ của Nhà vua, mặc dù điều này là không đúng sự thật. Benito Mussolini mê tín, người đã từng chấp nhận một xác ướp Ai Cập như một món quà, đã ra lệnh loại bỏ nó ngay lập tức khỏi Palazzo Chigi. Theo truyền thuyết, khi huân tước chết, toàn bộ thành phố Cairo sẽ cúp điện. Sau này, con trai huân tước - lúc đó đang ở Anh - nói rằng con chó yêu quý của huân tước đã tru lên và cũng đột ngột chết.
Nhà Ai Cập học nổi tiếng James Henry Vú đã làm việc với Carter ngay sau lần mở lăng mộ đầu tiên. Ông thuật lại việc Carter đã cử một người đưa tin đến nhà anh ta như thế nào. Khi đến gần nhà của anh ta, người đưa tin nghĩ rằng anh ta đã nghe thấy một "tiếng kêu yếu ớt, gần như của con người". Khi đến lối vào, anh ta nhìn thấy chiếc lồng chim bị rắn hổ mang chiếm giữ, biểu tượng của chế độ quân chủ Ai Cập. Con chim hoàng yến của Carter đã chết trong miệng của nó và điều này làm dấy lên những tin đồn địa phương về một lời nguyền. Arthur Weigall, một Tổng Thanh tra Cổ vật trước đây của Chính phủ Ai Cập, đã báo cáo rằng điều này được hiểu là nhà của Carter bị Rắn hổ mang Hoàng gia đột nhập, giống như hình ảnh đội trên đầu của Nhà vua để tấn công kẻ thù (xem Uraeus), trên chính ngày lăng mộ của nhà vua bị phá vỡ. Một ghi chép về sự kiện được đăng tin bởi báo The New York Times ngày 22 tháng 12 năm 1922.

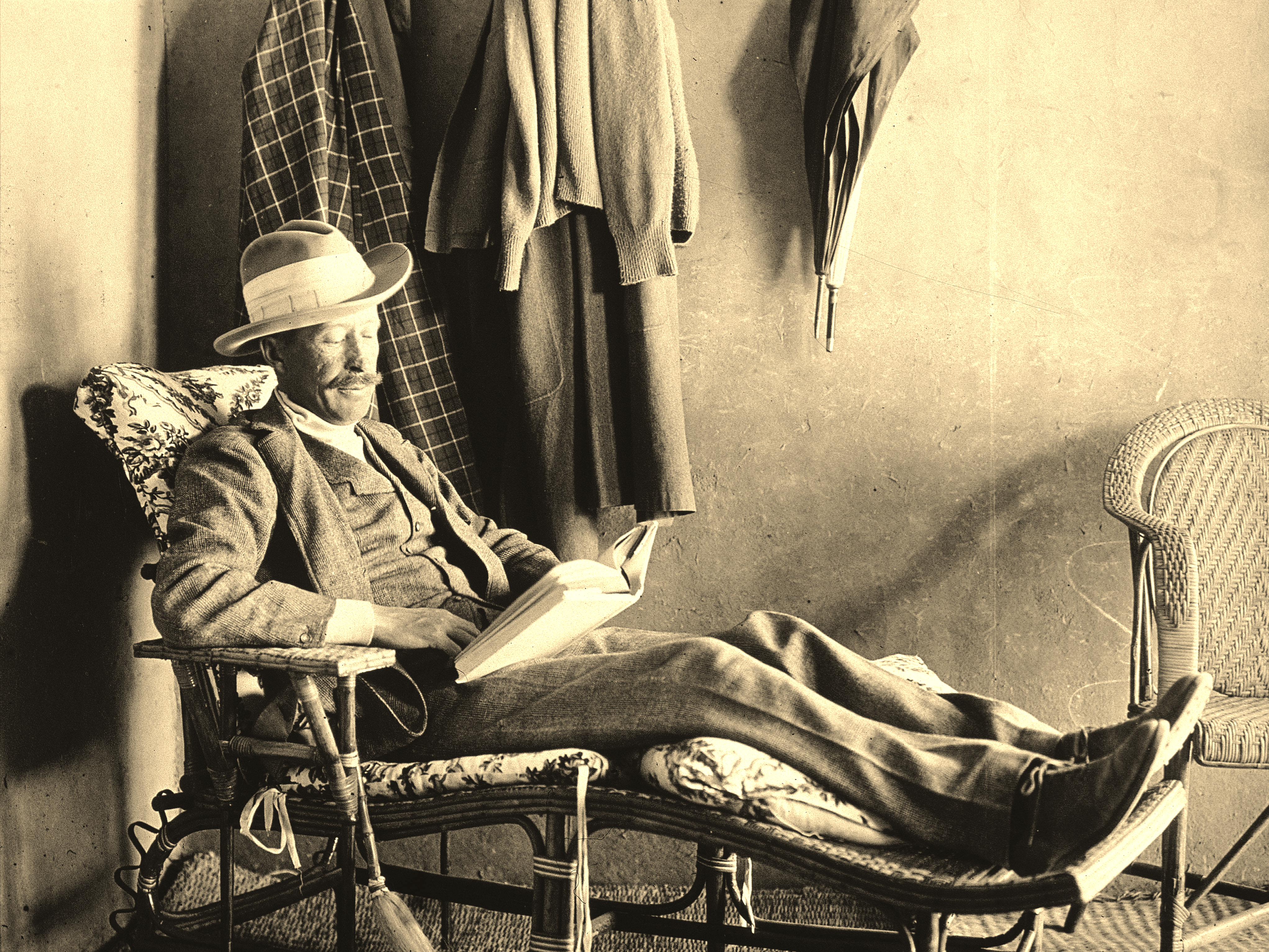
Cái chết của Lord Carnarvon sáu tuần sau khi mở lăng mộ của Tutankhamun dẫn đến nhiều câu chuyện nguyền rủa trên báo chí.

Ngài Arthur Conan Doyle, người sáng tạo ra nhân vật Sherlock Holmes và nhà duy linh, cho rằng cái chết của Lord Carnarvon là do các "nguyên tố siêu phàm" do các linh mục của Tutankhamun tạo ra để canh giữ lăng mộ hoàng gia, và điều này càng thu hút sự quan tâm của giới truyền thông. Arthur Weigall ghi nhận rằng sáu tuần trước khi Carnarvon qua đời, ông đã nhìn thấy Bá tước cười đùa khi bước vào lăng mộ của Nhà vua và nói với một phóng viên gần đó (H. V. Morton), "Tôi cho ông ấy sáu tuần để sống."
Lạ lùng hơn nữa, khi xác ướp của Tutankhamun được mở ra năm 1925, người ta tìm thấy một vết thương trên má trái của xác ướp, đúng vị trí mà côn trùng cắn lên má Carnarvon, vết cắn khiến vị huân tước này thiệt mạng, nhưng vì Carnarvon đã được chôn cất sáu tháng trước đó nên không thể xác định vị trí vết thương trên người vị vua này có tương ứng với vết muỗi đốt chí mạng trên người Carnarvon hay không..
Năm 1929, 11 người liên quan tới việc khai phá hầm mộ chết sớm vì những nguyên nhân quái dị. Trong thập kỷ đầu tiên sau khi lăng mộ được khai quật, 26 người trong đoàn đã chết vì những nguyên nhân bí mật nào đó mà không ai biết, đến nay các vị tiến sĩ vẫn chưa tìm hiểu ra nguyên do.
Đến nay các nhà nghiên cứu cho rằng, khi chôn xác ướp, người Ai Cập cổ đại cho vào lăng mộ các thực phẩm. Sau hàng nghìn năm qua, thực phẩm được cho vào bị thối rữa và bị kí sinh vật tạo nên vi khuẩn.

## Những lời nguyền của các vị Pharaon
- "Bất kì kẻ nào bước vào ngôi mộ với tâm hồn đen tối, ta sẽ giam cầm hắn vĩnh viễn trong ngục tối";
- "Bất kì kẻ nào phá hủy nơi này, các vị thần Ai Cập sẽ tiêu diệt hắn ta";
- "Bất kì kẻ nào phá hủy những chữ cái này, hắn sẽ không thể nào về với gia đình, không thể nào gặp lại người thân trong gia đình lần nữa, hắn sẽ bị những lời nguyền hành hạ cho đến chết mới thôi".